# Huracan Flora (1963)

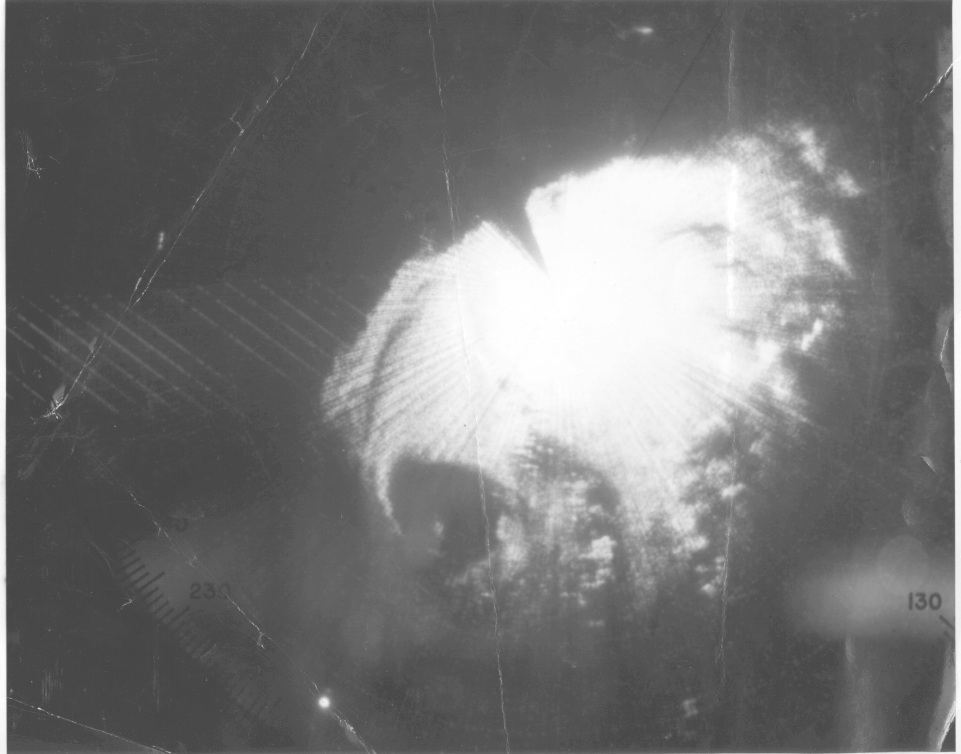
Imagen de radar del huracán Flora.

El huracán Flora se encuentra entre los huracanes del Atlántico más mortíferos en la historia registrada, con un total de muertes de al menos 7,193. La séptima tormenta tropical y el sexto huracán de la temporada de huracanes del Atlántico de 1963, Flora se desarrolló a partir de una perturbación en la Zona de Convergencia Intertropical el 26 de septiembre mientras se encontraba a 755 millas (1215 km) al suroeste de las islas de Cabo Verde. Después de permanecer como una depresión débil durante varios días, se organizó rápidamente el 29 de septiembre para alcanzar el estado de tormenta tropical. Flora continuó fortaleciéndose rápidamente hasta alcanzar el estado de huracán de categoría 3 antes de moverse a través de la parte sur de las Islas de Barlovento y pasar sobre Tobago, y alcanzó vientos máximos sostenidos de 145 millas por hora (233 km/h) en el Caribe.
La tormenta azotó el suroeste de Haití cerca de la intensidad máxima, giró hacia el oeste y se desplazó sobre Cuba durante cuatro días antes de girar hacia el noreste. Flora pasó sobre las Bahamas y aceleró hacia el noreste, convirtiéndose en un ciclón extratropical el 12 de octubre. Debido a su lento movimiento a través de Cuba, Flora es el ciclón tropical más húmedo conocido en Cuba, Haití y la República Dominicana. Las bajas significativas causadas por Flora fueron las más altas para un ciclón tropical en la cuenca del Atlántico desde el huracán Galveston de 1900.

## Historia Meteorologíca

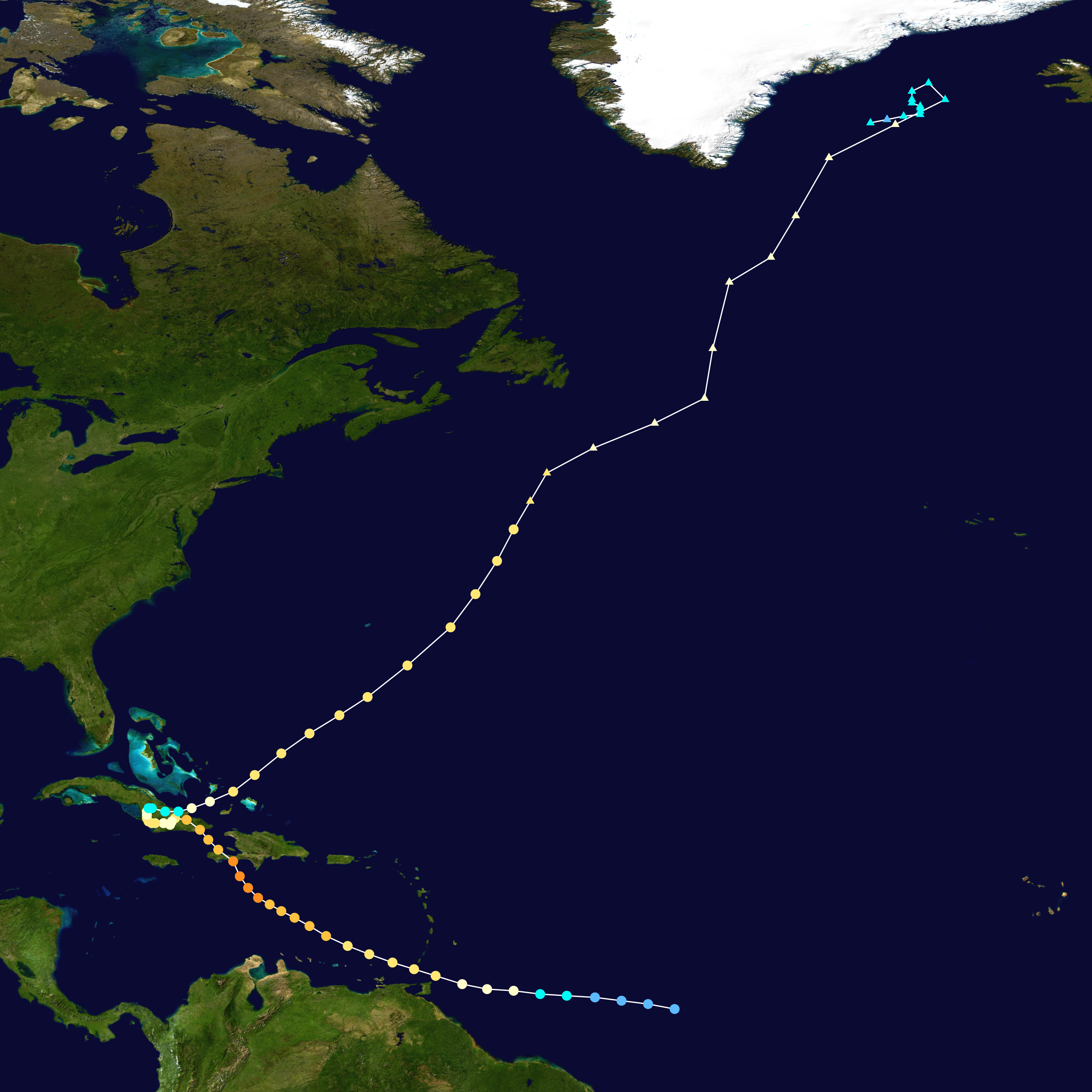
Mapa que traza la trayectoria y la intensidad de la tormenta, según la escala de Saffir-Simpson

Una perturbación en la Zona de Convergencia Intertropical se organizó en una depresión tropical el 26 de septiembre mientras se encuentra a unas 755 millas (1215 km) al suroeste de la isla de Fogo en las islas de Cabo Verde. Al formarse, la depresión tenía una circulación mal organizada con características de bandas al norte y al este. La depresión se movió hacia el oeste-noroeste y el sistema no logró organizarse significativamente un día después de desarrollarse. El 27 de septiembre, las características de las bandas se disiparon, aunque aumentó el área de convección alrededor del centro. Las imágenes satelitales no estuvieron disponibles hasta el 30 de septiembre, durante el cual no hubo suficientes informes de barcos para indicar la presencia de una circulación de bajo nivel. La depresión continuó hacia el oeste-noroeste, y se estima que se intensificó hasta convertirse en la tormenta tropical Flora el 29 de septiembre mientras se encontraba a unas 560 millas (900 km) al este-sureste de Trinidad, o a unas 350 millas (560 km) al norte de Cayena, Guayana Francesa. Operacionalmente, los avisos no se iniciaron hasta un día después.
Flora se intensificó rápidamente después de convertirse en tormenta tropical y, a primeras horas del 30 de septiembre, alcanzó la categoría de huracán. Más tarde ese día, Reconnaissance Aircraft confirmó la existencia del huracán, y el vuelo informó un ojo circular bien definido de 8 millas (13 km) de ancho. Un observador señaló que Flora es el ciclón tropical mejor organizado de los dos años anteriores. Después de alcanzar la categoría de huracán mayor, Flora pasó directamente sobre la isla de Tobago a última hora del día 30 con vientos de 190 km/h (120 mph). El huracán continuó hacia el oeste-noroeste a medida que ingresaba al Caribe y, a principios del 2 de octubre, sus vientos alcanzaron las 140 millas por hora (230 km / h). Treinta horas después, Flora se intensificó un poco más y alcanzó vientos máximos de 233 km/h (145 mph) mientras se encontraba a unos 169 km (105 millas) al sur de la frontera de Haití y República Dominicana.
Después de girar hacia el noroeste, el huracán Flora mantuvo su fuerza máxima y tocó tierra en Departamento Sur, Haití, a última hora del 3 de octubre como un huracán de categoría 4 de 150 mph (240 km/h) en la escala Saffir-Simpson con ráfagas de 180 a 200 millas por hora (290 a 320 km/h). La calma del ojo duró hasta 70 minutos en un solo lugar. Después de debilitarse rápidamente a un huracán de 190 km/h (120 mph), Flora giró más hacia el oeste en el Paso de los Vientos y se fortaleció ligeramente para golpear el sureste de Cuba a unas 48 km (30 millas) al este de la Bahía de Guantánamo con vientos de 125 mph (201 km/h). Un sistema de alta presión al norte convirtió el movimiento del huracán en una deriva hacia el oeste, lo que provocó que se debilitara rápidamente sobre la tierra. Flora se acercó a la costa norte de Cuba el 4 de octubre antes de girar hacia el sur. Ejecutó un bucle ciclónico y entró en aguas costeras frente a la provincia de Granma. Un anticiclón al oeste de Flora giró el huracán hacia el norte, llevándolo a tierra cerca de Santa Cruz del Sur el 7 de octubre con vientos de alrededor de 90 mph (140 km/h). Flora inicialmente giró hacia el sureste sobre el centro de Cuba y, a última hora del 8 de octubre, una vaguada de onda corta giró el huracán hacia el noreste, llevándolo a las aguas costeras de la provincia de Holguín. Flora siguió siendo un huracán mientras se desplazaba sobre la tierra debido a la abundante humedad y un ambiente favorable en el nivel superior. El Huracan desenterró algunos de los cuerpos de los ejecutados en la Masacre de la Loma de San Juan, dejándolos a la vista de todos.
Después de pasar sobre el sureste de las Bahamas a principios del 9 de octubre, Flora comenzó a fortalecerse y el 10 de octubre volvió a alcanzar el estado de huracán mientras se encontraba a 290 millas (470 km) al sur de las Bermudas. El huracán se debilitó gradualmente a medida que avanzaba hacia el noreste y se debilitó a un huracán de categoría 1 el 11 de octubre. Flora perdió gradualmente su convección sobre el Océano Atlántico norte y pasó a ser un ciclón extratropical el 12 de octubre mientras se encontraba a 270 millas (430 km) al este. al sureste de Cape Race, Terranova. El remanente extratropical se disipó al día siguiente.

## Preparativos
La Oficina Meteorológica en San Juan, Puerto Rico, emitió una advertencia de huracán para Trinidad, Tobago y las Granadinas al sur de San Vicente en el primer aviso del ciclón sobre el huracán Flora. Más tarde se emitieron advertencias de vendaval para islas frente al norte de Venezuela y desde San Vicente hacia el norte hasta Martinica. Los avisos sobre Flora enfatizaron el peligro del huracán y recomendaron que los preparativos se apresuren a completarse. Los avisos también recomendaron que las embarcaciones pequeñas en toda la parte sur (Windward Islands en inglés) de las Islas de Barlovento permanecieran en el refugio marítimo y que se envíen en el camino del huracán para recomendar extrema precaución. También se aconsejó a las personas en áreas bajas y cercanas a las playas que evacuaran a terrenos más altos. El tiempo de anticipación fue corto, especialmente en Tobago, que recibió la noticia del huracán que se aproximaba solo dos horas antes de que azotara.
El 2 de octubre, dos días antes de tocar tierra en el suroeste de La Española, la Oficina Meteorológica de San Juan emitió una advertencia de vendaval desde Barahona en la República Dominicana hasta el departamento Sureste en Haití. Los avisos recomendaron que las embarcaciones pequeñas en las partes del sur de los países permanezcan en el puerto. Más tarde ese día, la advertencia de vendaval se actualizó a advertencia de huracán en el suroeste de Haití. El día en que Flora tocó tierra, los avisos recomendaban evacuar a todos los ciudadanos en las playas y en las zonas bajas al oeste de Santo Domingo. Carmelo Di Franco, director provisional de Defensa Civil de República Dominicana, organizó los procedimientos de seguridad y la difusión de boletines de ciclones tropicales del Negociado Meteorológico de San Juan. Di Franco también organizó la transmisión de información de emergencia de huracanes a los ciudadanos, que se cree, pudo haber reducido la pérdida de vidas. En la tarde antes de que azotara el huracán, el jefe de la Cruz Roja Haitiana prohibió las transmisiones de radio de avisos de ciclones tropicales por temor al pánico entre los ciudadanos. Como resultado, muchos pensaron que el huracán esquivaría al país.
Funcionarios del Observatorio Nacional de Cuba emitieron boletines radiales sobre el huracán, que incluían la posición de Flora, su intensidad, dirección de movimiento y las advertencias necesarias. Cuando el huracán abandonó la isla, más de 40.000 personas habían sido evacuadas a lugares más seguros.
La Oficina Meteorológica predijo que Flora giraría hacia el noroeste después de ingresar al Paso de los Vientos y afectaría a las Bahamas. Los meteorólogos aconsejaron a los que se encontraban en las Bahamas que completaran rápidamente los preparativos, aunque el ojo del huracán no pasó sobre el archipiélago hasta cuatro días después. Cuando Flora giró hacia el noreste hacia el mar, los meteorólogos nuevamente aconsejaron a los ciudadanos de las Bahamas que se prepararan para el huracán, y el 9 de octubre, los avisos meteorológicos recomendaron al sureste de las Bahamas que se prepararan para vientos huracanados y mareas fuertes. Un aviso consideró que había menos del 50% de posibilidades de que el huracán llegara al sureste de Florida, aunque los boletines meteorológicos aconsejaron a los ciudadanos de Florida que monitorearan el huracán. En su punto más cercano a Florida, el huracán permaneció a 330 millas (530 km) de distancia, aunque se emitieron advertencias de vendaval desde Stuart hasta Cayo Hueso debido al gran tamaño del huracán.

## Impacto
| Región               | Fallecidos | Daños (en USD de 1963) |
| -------------------- | ---------- | ---------------------- |
| Trinidad y Tobago    | 24         | $30 millones           |
| Granada              | 6          | $25 000                |
| República Dominicana | 400+       | $60 millones           |
| Haití                | 5,000      | $180 millones          |
| Cuba                 | 1,750      | $500 millones          |
| Jamaica              | 11         | $11.9 millones         |
| Bahamas              | 1          | $1.5 millones          |
| Florida              | 1          | 0                      |
| Total                | 7,193      | $773.4 millones        |

A lo largo de su trayectoria, el huracán Flora provocó más de 7000 muertes (1600-1700 en Cuba) y más de $525 millones en daños (en USD de 1963, $5.22 mil millones en USD de 2025). Se estima que, si un huracán como Flora hubiera azotado en 1998, habría causado más de 12.000 víctimas.

## Consecuencias
Debido a su impacto en las naciones del Caribe, el nombre Flora se retiró después de este año y fue reemplazado por Fern.